# Francesca di Foix
Francesca di Foix é um melodramma giocoso ou ópera em um ato, composta por Gaetano Donizetti (1831) de um libreto por Domenico Gilardoni, baseada em Françoise de Foix, por Jean-Nicolas Bouilly e Emmanuel Mercier-Dupaty.
Foi estreada em 30 de maio de 1831 no Teatro San Carlo, em Nápoles.
Raramente representada hoje, a ópera é conhecida, sobretudo, por ter fornecido segmentos para as outras óperas de Donizetti, inclusive para Ugo, conte di Parigi, L'elisir d'amore e Gabriella di Vergy, embora uma gravação completa exista no álbum Opera Rara.

## Personagens
| Personagem                             | Tipo de voz |
| -------------------------------------- | ----------- |
| Francesca                              | soprano     |
| Rei                                    | barítono    |
| Edmondo                                | contralto   |
| Conde                                  | baixo       |
| Duque                                  | tenor       |
| Guerreiros, damas de honra, camponeses |             |